# Die wahrhaftige Geschichte von der Wiederkehr des Martin Guerre
Die wahrhaftige Geschichte von der Wiederkehr des Martin Guerre ist ein Buch von Natalie Zemon Davis. Das Werk wurde 1983 von der Harvard University Press unter dem Titel The Return of Martin Guerre herausgegeben. Davis arbeitet darin die Geschichte des französischen Bauern Martin Guerre auf, der im Jahr 1548 spurlos aus Artigat verschwand. Es wird als eines der bedeutendsten Werke der Mikrogeschichte angesehen.

## Erkenntnisinteresse
Natalie Zemon Davis arbeitete am Film Le retour de Martin Guerre von Jean-Claude Carrière und Daniel Vigne mit und entschied sich anschließend, aus der Geschichte ein Buch zu schreiben, da sie sich für die rurale Gesellschaft des Frankreich im 16. Jahrhundert interessierte. Durch den Fall hatte sie die Gelegenheit, zu zeigen, wie ein Ereignis im Leben eines Bauern zu einer Geschichte geformt wird, welche bis heute erhalten blieb.

## Inhalt
Martin Daguerre ist ein Bauernsohn, geboren im baskischen Dorf Hendaye, dessen Familie nach Artigat, einem Dorf im französischen Südwesten zwischen Toulouse und Foix, umsiedelt, als Martin noch ein Kind ist. Dort wird aus Daguerre die Familie Guerre, welche eine Ziegelei aufbaut. 1538 heiratet Martin die Tochter der wohlhabenden Familie Rols, Bertrande de Rols. Außergewöhnlich an der Hochzeit ist das Alter der Eheleute, Martin ist vierzehn und Bertrande behauptet später vor Gericht, sie sei gerade einmal neun oder zehn gewesen. Bereits kurz nach der Schließung der Ehe stellt sich heraus, dass das Paar unter einem Fluch zu stehen scheint, denn Martin ist impotent und die Ehe gilt somit nicht als vollzogen. Erst acht Jahre später gelingt es ihnen den Fluch zu brechen, die Ehe kann vollzogen werden und Bertrande gebiert einen Sohn, der nach Martins Vater Sanxi benannt wird. Als Martin 24 Jahre alt ist, stiehlt er eine kleine Menge Weizen seines Vaters; aus Angst vor dessen Härte flüchtet er und lässt seine Familie zurück. Sein Weg führt ihn nach Burgos, einer spanischen Stadt, wo er als Bediensteter im Haus des Kardinals Francisco de Mendoza angestellt wird. Dort wird Martin von der spanischen Armee angeworben, welche zu jener Zeit gegen die Franzosen Krieg führt.: S. 6–26
In der Zeit von Martins Abwesenheit lebt Bertrande de Rols ein Leben in Keuschheit und Martins Eltern versterben. Im Sommer 1556 kommt ein Mann nach Artigat, der behauptet Martin Guerre zu sein. Bertrande, Martins Onkel Pierre und die Dorfgemeinschaft sind sich anfangs unsicher, ob es sich beim Rückkehrer wirklich um Martin Guerre handelt, doch seine Erzählungen über frühere Erlebnisse im Dorf und sein Wissen zu intimen Details seiner Ehefrau überzeugen alle für die nächsten drei Jahre. In dieser Zeit wird Bertrande erneut schwanger und gebiert eine Tochter.: S. 27–44
Als der neue Martin Parzellen des Landes, welches ihm der Vater hinterlassen hat, zu verkaufen versucht und seinen Onkel Pierre darum bittet, ihm die Administration des Familienunternehmens zu übergeben, wehrt sich sein Onkel und beginnt daran zu zweifeln, dass es sich um den echten Martin handelt. Er überzeugt seine Frau, die Mutter von Bertrande, zusammen mit ihm und Bertrande gegen den angeblichen Martin vor Gericht zu ziehen. Beinahe zeitgleich passiert ein Soldat aus Rochefort das Dorf und behauptet, dass der echte Martin Guerre im Krieg ein Bein verlor und jetzt ein Holzbein habe. Gerüchte verbreiten sich, dass es sich in Wahrheit um Arnaud du Tilh aus Sajas handelt, und so kommt es Anfang 1560 in Rieux zum Prozess gegen den vermeintlichen Betrüger.: S. 52–61
Die Bewohner von Artigat sind sich uneins über die wahre Identität des Mannes, so melden sich über dreißig Zeugen, um zu bezeugen, dass der Mann in der Tat Martin Guerre sei, während mehr als vierzig sagen, dass er es nicht sei. Das Gericht in Rieux befindet den Angeklagten schließlich für schuldig und verurteilt ihn zum Tode, jener legt jedoch Berufung ein und so findet ein zweiter Prozess im Parlament von Toulouse statt.: S. 62–72
Dieses Mal scheint der Gefangene den Richter überzeugt zu haben, doch ausgerechnet als das Urteil verkündet werden soll, erscheint ein Mann mit einem Holzbein vor Gericht und behauptet, der echte Martin Guerre zu sein, der nach zwölf Jahren aus dem Krieg zurückgekehrt ist. Erst jetzt erkennen Frau und Familie, dass sie drei Jahre lang getäuscht wurden und es sich beim Mann mit dem Holzbein um den richtigen Martin handelt.: S. 81–85
Arnaud du Tilh behauptet auch nach dem Auftauchen des Mannes mit dem Holzbein noch, er sei der echte Martin, und so werden beide einer Gegenüberstellung unterzogen. Martins Familienmitglieder identifizieren den einbeinigen Mann eindeutig  als den wahrhaftigen Martin. Somit wird du Tilh des Betruges, der falschen Annahme von Namen und Person und des Ehebruchs für schuldig befunden. Er wird dazu verurteilt, sich öffentlich bei der katholischen Kirche zu entschuldigen, anschließend soll er erhängt und verbrannt werden. Vier Tage nach Prozessende wird das Urteil vollstreckt.: S. 86–92

## Auffassung von Bertrande de Rols
Natalie Zemon Davis geht davon aus, dass Bertrande de Rols Arnaud du Tilh bei seiner Täuschung unterstützte und ihm sogar bei seiner Verteidigung half. In Coras Kommentar ist Arnaud du Tilh ein Betrüger, der durch seine eigene List und seinen Ehrgeiz zum Tode verurteilt wird. Coras konzentriert sich auf die wunderbare Täuschung, die von Arnaud begangen wird und in den vielen Nacherzählungen der Geschichte liegt der Schwerpunkt ebenfalls auf dem Betrüger Arnaud du Tilh. Davis legt eine andere Interpretation vor, bei der der Schwerpunkt auf Bertrande de Rols oder vielmehr auf ihrer Beziehung zum Betrüger liegt. Laut Natalie Zemon Davis ist Bertrande tatsächlich Arnauds Komplizin, denn sie muss wissen, dass es sich beim Mann, der behauptet, ihr Ehemann zu sein, um einen Betrüger handelt. Sie akzeptiert Arnaud, sie verliebt sich und sie betrachtet ihr Verhältnis zu ihm als erfundene Ehe. Bertrande erfindet absichtlich eine Lüge und als sie vor Gericht herausgefordert wird, entwickelte sie zusammen mit Arnaud eine Strategie der Täuschung und Manipulation: Sie sucht in ihrem Gedächtnis nach einer sexuellen Episode, mit der sie das Gericht überraschen kann und welche Arnaud unabhängig bestätigt. Mit der Rückkehr des wahren Martin Guerre bricht jedoch Bertrandes Täuschung zusammen und sie bringt Ausreden für ihr Verhalten vor, schildert Natalie Zemon Davis. Arnaud für seinen Teil bleibt seiner Geliebten und Komplizin treu und behauptet, sie sei so gründlich betrogen worden wie die restlichen Dorfbewohner von Artigat. Aus Davis Sicht ist Bertrande eine Heldenfigur, unabhängig, klarsichtig, leidenschaftlich und ausnahmslos ehrenwert. Während Coras die Frau als unschuldiges Opfer ansieht, betrachtet Davis sie als wissende Schauspielerin.

## Rezeption
Peter Burke sieht in Natalie Zemon Davis „eine der begabtesten und bekanntesten Sozialhistorikerinnen der Gegenwart“, deren unverwechselbare Leistung es sei, Breite mit Tiefe zu verbinden. Ihre weitreichende Neugier und insbesondere ihr Interesse an der Sozialanthropologie würden sie veranlassen, originelle und interessante Fragen über das Leben der Ordensleute des späteren 16. Jahrhunderts zu stellen. Besonders in ihrer Neuschöpfung von Bertrande käme dies zum Ausdruck. Sie sähe Bertrande als eine eigensinnige, unabhängige Frau, welche innerhalb der Grenzen ihrer Position manövrieren könne.
Pat Aufderheide von The Village Voice zufolge „stützt Natalie Zemons Davis sich auf ausgeklügelte Arbeit in Bezug auf Landbesitz, gesetzliche Rechte und Demografie, um eine erstaunliche Geschichte der französischen Bauernschaft neu zu interpretieren.“ Davis’ Buch vereine die Zutaten, die für eine gute Sozialgeschichte von wesentlicher Bedeutung seien – sorgfältige historische Recherchen und eine lebhafte, einfühlsame Vorstellungskraft. Das Ergebnis dieser glücklichen Kombination sei, dass die Figur im Kontext entstehe. Ihr Werk gleiche Möglichkeit und Zwang, Charakter und Situation aus. Es versetze die Menschen in die Geschichte zurück, aber es nehme ihnen nicht die sozialen und politischen Kräfte ab.
David Parker meinte im The Times Literary Supplement, Davis entwerfe eine meisterhafte Erzählung, die Bertrandes Komplizenschaft bei der Fortsetzung einer betrügerischen Ehe aufdecke und gleichzeitig wichtige kontextbezogene Kenntnisse des französischen Rechtssystems vermittle. Ihre Beobachtungen zu Eigentumsrechten, Erbschaft, Bräuchen, familiären Beziehungen und den Mechanismen des Gesetzes würden mit einer seltenen Mischung aus historischem Handwerk und Vorstellungskraft kombiniert. Davis Fähigkeit, lebendiges Narrativ, Witz, historische Reflexion und psychologische Analyse zu kombinieren, sichere diesem Werk ein breites Publikum.
Cole Bricker meinte auf McGill, die Arbeit von Zemon Davis enthülle einen kritischen Aspekt dieses gut dokumentierten Gerichtsfalles, der zuvor nicht berichtet worden sei: Martin Guerres Frau habe Arnaud wahrscheinlich bei seiner Täuschung geholfen und ihn sogar bei seiner Verteidigung unterstützt. Ein weiterer wichtiger Aspekt des Textes von Zemon Davis sei ihre Analyse des französischen Rechtssystems. Insbesondere betone Zemon Davis durch die Verwendung der Texte zweier Juristen, dass Mitglieder der Bauernschaft einen sinnvollen Rückgriff auf das französische Rechtssystem suchen konnten. In der Tat, obwohl Pierre wichtige Verbindungen zu lokalen Aristokraten und Landbesitzern unterhalten habe, hätten sich die Juristen nicht von diesen Beziehungen beeinflussen lassen wollen und hätten sich wirklich bemüht, dem Betrüger ein faires Verfahren zu ermöglichen. Dies trüge entscheidend dazu bei, die Vorstellung zu zerstören, dass die französischen Bauern keinen Zugang zu einem gerechten und reaktionsschnellen Justizsystem gehabt hätten – ein Punkt, der besonders wichtig sei, wenn man bedenke, dass die Bauern in vielen anderen europäischen Gebieten weitgehend willkürlichen Justizstandards unterworfen gewesen seien.
"Bedauerlicherweise hat Davis in The Return of Martin Guerre ein Übermaß an Erfindungen zugelassen, um das Leben der Menschen zu verschleiern, die ihre Sympathie und Phantasie in Anspruch genommen haben. Wenn die Leser ihres Buches eine Verwandtschaft mit Bertrande empfinden und die Rückkehr des Mannes mit dem Holzbein beklagen, wenn sie das Gefühl haben, das Leben dieser längst verstorbenen Bauern wirklich zu verstehen, dann geschieht dies alles auf Kosten ihrer Achtung historischer Integrität, ihrer sehr unterschiedlichen Motivationen und Werte. Es ist einer der Reize von Natalie Zemon Davis 'großzügiger und einfallsreicher Herangehensweise an das Studium der Geschichte', dass sie diese Möglichkeit sogar im Nachwort ihres Buches offen lässt: "I think I have uncovered the true face of the past-or has Pansette done it once again?", so äußert sich Robert Finlay in seinem Essay The Refashioning of Martin Guerre, welchen er für The American Historical Review, schrieb.
Sigurður Gylfi Magnússon kommentiert im Werk „What is Microhistory? Theory and Practice“: „Davis verfolgt den innovativen Ansatz, - im mikrohistorischen Geiste der Auseinandersetzung mit einem Thema, das nicht im Zentrum der Erzählung steht, sondern eher am Rande der Geschichte zu stehen scheint – sich in erster Linie auf die Position der Frau Bertrande de Rols und deren Entscheidung mitzuspielen, als ihr ‚neuer Mann‘ auftauchte, zu konzentrieren. Auf diese Weise schafft Davis eine Gelegenheit, sich dieser oft erzählten Geschichte aus einer völlig neuen Perspektive zu nähern; und sie tut dies durch ein kurzes Lesen von Hinweisen und Zeichen in den Quellen. Sie macht sich daran, Bertrandes Welt in Bezug auf ihre Umwelt in der Vergangenheit und in ihrer eigenen Zeit nachzubilden. Dies ist somit ein gutes Beispiel für den mikrohistorischen Ansatz.“

## Ausgaben
- Englische Originalausgabe: Natalie Zemon Davis: The Return of Martin Guerre. Harvard University Press, Cambridge 1983, ISBN 978-0-674-41733-5
- Übers. Ute Leube, Wolf Heinrich Leube

1. Die wahrhaftige Geschichte von der Wiederkehr des Martin Guerre. Piper, München 1984 ISBN 3-492-02858-6
2. Die wahrhaftige Geschichte von der Wiederkehr des Martin Guerre. Fischer TB, Frankfurt 1989 ISBN 3-596-24433-1
3. Die wahrhaftige Geschichte von der Wiederkehr des Martin Guerre. WAT 498. Wagenbach, Berlin 2004 ISBN 3-8031-2498-0

- Französisch: Le retour de Martin Guerre. Tallandier, Paris 2008 ISBN 2-84734-529-9
- Italienisch: Il ritorno di Martin Guerre: un caso di doppia identità nella Francia del Cinquecento. Einaudi, Torino 1984 ISBN 88-06-57174-5